# Động cơ vô động lực
Động cơ vô động lực (tiếng Hy Lạp cổ: ὃ οὐ κινούμενον κινεῖ, đã Latinh hoá: ho ou kinoúmenon kineî, n.đ. 'chuyển động mà không bị tác động')  hoặc động cơ ban sơ (tiếng Latinh: primum movens) là một khái niệm được Aristotle phát triển để miêu tả một tác nhân chính (hoặc tác nhân vô tác nhân)  hoặc "động cơ" của tất cả các chuyển động trong vũ trụ. Như tên gọi, động cơ vô động lực tác động lên những thứ khác, nhưng bản thân nó không bị tác động bởi bất kỳ hành động nào trước đó. Trong Quyển 8 (tiếng Hy Lạp cổ: Λ) trong cuốn Siêu hình học của mình, Aristotle mô tả động cơ vô động lực có vẻ đẹp hoàn mỹ, không tách rời, và chỉ có thể suy nghĩ về sự chiêm nghiệm hoàn hảo: bản thân chiêm nghiệm. Ông đánh đồng khái niệm này với trí tuệ năng động. Khái niệm Aristotle này bắt nguồn từ lý luận về vũ trụ học của các nhà triết học tiền Socrates Hy Lạp cổ đại, có ảnh hưởng lớn và được thu hút rộng rãi trong giới triết học thời Trung Cổ và thần học. Một ví dụ là Thánh Thomas Aquinas, người đã trình bày chi tiết về động cơ vô động lực trong cuốn Quinque viae.

## Triết học thứ nhất
Aristotle lập luận trong Quyển 8 trong Vật lý và Quyển 12 của Siêu hình học: "Phải có một thực thể bất tử, bất biến, chịu trách nhiệm cuối cùng cho mọi sự toàn vẹn và trật tự trong thế giới hữu hình".
Trong Vật lý (Quyển 8, 4–6), Aristotle nhận thấy "những khó khăn đáng ngạc nhiên" trong việc giải thích ngay cả các sự thay đổi thường thường, và để ủng hộ cách giải thích theo thuyết bốn tác nhân, ông cần "một chút máy móc kỹ thuật". "Máy móc" này bao gồm tính tiềm năng và tính hiện thực, tính hylomorphism (ND: thuyết cho rằng vật được tạo nên từ chất và hình), lý thuyết về các phạm trù, và "một lập luận táo bạo và hấp dẫn, rằng sự tồn tại trần trụi của sự thay đổi đòi hỏi phải xác định tác nhân thứ nhất, một động cơ vô động lực mà sự tồn tại cần thiết của nó làm nền tảng cho hoạt động không ngừng trong thế giới mọi chuyển động ". "Triết học thứ nhất" của Aristotle, hay Siêu hình học (từ Metaphysics nghĩa là "hậu Vật lý") đã phát triển nên quan điểm thần học lạ thường của ông về động cơ chủ, với từ πρῶτον κινοῦν ἀκίνητον: vật chất phi vật chất bất biến vĩnh hằng thiêng liêng tự do.

### Thiên cầu
Aristotle đã dùng mô hình hình học của Eudoxus của Cnidus để đưa ra một lời giải thích phổ quát về sự lang thang của các hành tinh cổ điển (ND: planet trong tiếng Hy Lạp nghĩa là "kẻ lang thang") dựa trên sự chuyển động tròn đều của các thiên cầu. Mặc dù số lượng quả cầu trong mô hình đó có thể thay đổi (47 hoặc 55, theo Aristole), lời giải thích của Aristotle về aether, về tính tiềm năng và tính hiện thực, đòi hỏi một động cơ vô động lực riêng cho mỗi thiên cầu.

### Tác nhân cuối cùng và tác nhân hiệu quả
Simplicius lập luận rằng động cơ vô động lực thứ nhất không chỉ là một tác nhân cuối cùng—điều mọi người cùng thời và ngày nay đều chấp nhận—mà còn là một tác nhân hiệu quả (1360. 24ff.). Thầy của ông là Ammonius đã viết một cuốn sách để bảo vệ lập luận này (ibid. 1363. 8–10). Simplicius có trích dẫn quan điểm trong cuốn Timaeus của Plato—luận cứ chẳng liên quan gì trừ phi có ai đó tin rằng Plato và Aristotle có sự hòa hợp thiết yếu (ND: quan điểm giống nhau)—và lý luận dựa trên các đồng thuận của Aristotle về vai trò của Nous (Lý trí) trong thuyết Anaxagoras, những thứ vốn rất cần được đọc kỹ lưỡng. Nhưng ông ta cũng đúng đắn khi chỉ ra rằng khái niệm động cơ vô động lực phù hợp với định nghĩa về tác nhân hiệu quả—"nơi bắt đầu mọi thay đổi và ngơi nghỉ" (Phys. II. 3, 194b29–30; Simpl. 1361. 12ff.). Các giả dụ mà Aristole đưa ra không chứng minh cho tính ứng dụng của động cơ vô động lực thứ nhất, và có lẽ Aristotle đã tăng sự khác biệt gấp bội (ND: trở nên không giống ai) khi không có bằng chứng gì với một khái niệm như vậy. Nhưng câu hỏi thật sự là, dựa vào định nghĩa của ông ta về tác nhân hiệu quả, thì liệu nó có bao gồm cả động cơ vô động lực hay không. Còn một sự thật thú vị: rằng Aristole chưa từng thừa nhận động cơ vô động lực là một tác nhân hiệu quả (vấn đề mà Simplicius đã quá rõ: 1363. 12–14)...— D. W. Graham, Physics
Bất chấp chức năng rõ ràng của chúng trong mô hình thiên thể, các động cơ vô động lực là tác nhân cuối cùng, không phải là tác nhân hiệu quả của chuyển động của các quả cầu; chúng chỉ là nguồn thúc đẩy bất biến, và ngay cả khi xem tác nhân hiệu quả là một tác nhân cuối cùng, bản chất của lời giải thích là hoàn toàn viễn tưởng.

### Thần học Aristotle
Nếu động cơ vô động lực tồn tại, thì hẳn phải lấp đầy khoảng không bên ngoài " quả cầu đầy vì sao đứng yên"  (ND: vũ trụ):
Chắc chắn là không có nơi chốn, khoảng không hay thời gian nào ở bên ngoài thiên đường. Vì thế, bất kể là thứ gì ngoài đó, về bản chất nó không chiếm dụng không gian, không chịu ảnh hưởng bởi thời gian; không có sự thay đổi của bất kỳ vật chất nào vượt qua cả chuyển động trên nhất; chúng tồn tại mà không thay đổi, biến dạng, và sống tốt bằng nguồn tự cung cấp (ND: hoàn toàn biệt lập)... Từ [sự lấp đầy của thiên đường] mà tạo ra vật chất và sự sống, dù hình thái rõ ràng hay không, để các vật chất khác ít nhiều mà tận hưởng." — Aristotle, De Caelo, I.9, 279 a17–30
Bản thân các động cơ vô động lực là vật thể phi vật chất (các vật thể riêng biệt và nằm tách biệt), không có bộ phận cũng như kích thước. Như vậy, về mặt vật lý, chúng sẽ không thể di chuyển các vật chất có kích thước thông qua việc đẩy, kéo hoặc va chạm. Đối với Aristotle, vật chất là lớp nền (substratum) mà ở đó tiềm năng thay đổi có thể được hiện thực hóa, bất kỳ và tất cả tiềm năng (potentiality) phải được hiện thực hóa (actuality) trong một dạng thể vĩnh cửu nhưng không đứng yên - vì hoạt động không ngừng là điều thiết yếu của mọi dạng sống. Hình thức hoạt động phi vật chất này phải có bản chất trí tuệ và không phụ thuộc vào nhận thức cảm tính để có thể duy trì được sự đồng nhất, do đó vật chất vĩnh cửu phải chỉ nghĩ đến bản thân tư duy (self-thought) và chỉ tồn tại bên ngoài quả cầu ngàn sao, nơi mà ngay cả khái niệm về vị trí cũng không được xác định, theo Aristotle. Ảnh hưởng của chúng đối với các thực thể thấp bé hơn hoàn toàn là kết quả của một "khát vọng hoặc mong muốn", và các thiên cầu trên thiên không mô phỏng những động cơ vô động lực, theo cách tốt nhất có thể, bằng cách chuyển động tròn đều. Thiên đường thứ nhất, nơi nằm bên ngoài quả cầu đầy các vì sao đứng yên, bị chuyển động bởi mong muốn bắt chước động cơ ban sơ (tác nhân thứ nhất), kết quả là động cơ kế phụ bất đắc dĩ bị phụ thuộc.
Nhiều người cùng thời với Aristotle phản ứng việc cho rằng các vị thần vốn bị lãng quên và bất lực là không thỏa đáng. Tuy nhiên, đó là một lý tưởng mà Aristotle đã nhiệt tình tán thành vì nó là lối sống đáng ghen tị và hoàn hảo nhất, khi nền tảng thần học chưa được hoàn thiện. Vì toàn bộ thiên nhiên phụ thuộc vào nguồn cảm hứng của những chuyển động vĩnh cửu không dời đổi, nên Aristotle đã quan tâm đến việc thiết lập tính cần thiết siêu hình của những chuyển động vĩnh viễn ở trên trời. Nhờ hoạt động theo mùa của Mặt trời lên các quả cầu trên mặt đất, mà các chu kỳ sinh sôi và biến đổi làm phát sinh tất cả các chuyển động tự nhiên, đó chính là tác nhân hiệu quả. Trí tuệ, hay Nous, "hay bất cứ thứ gì khác được cho là thiên nhiên cai trị và dẫn dắt chúng ta, và nhận thức được về cái cao quý và thiêng liêng" là hoạt động cao nhất, theo Aristotle (tư duy chiêm nghiệm hay suy đoán, theōrētikē). Đó cũng là hoạt động tự túc, dễ chịu, bền vững nhất; một cái gì đó nhằm mục đích vì lợi ích riêng của nó. (Trái ngược với chính trị và chiến tranh, nó không liên quan đến những việc chúng ta không muốn làm, mà là những việc chúng ta làm lúc rảnh rỗi.) Mục đích này không hoàn toàn có tính người, để đạt được điều đó thì phải sống không phải theo suy nghĩ của người phàm, mà là một cái gì đó bất tử và thần thánh bên trong con người. Theo Aristotle, bản thân tư duy là loại hoạt động hạnh phúc duy nhất mà sẽ không hề nực cười nếu các vị thần cũng vậy. Trong tâm lý học và sinh học của Aristotle, trí tuệ là linh hồn, (xem thêm eudaimonia).

### Tác nhân đầu tiên
Trong Quyển 8 của Vật lý  Aristotle đã xem xét các khái niệm về biến đổi hoặc chuyển động, và chỉ ra một lập luận đầy thách thức, rằng nếu có 'trước' và 'sau' thì đòi hỏi phải có một nguyên lý đầu tiên. Ông lập luận rằng, lúc ban đầu, nếu vũ trụ đã ra đời, chuyển động đầu tiên của nó sẽ thiếu trạng thái tiền nghiệm, và như Parmenides đã nói, "không gì đến từ hư vô". Lập luận vũ trụ học, sau này được xem là từ Aristotle, rút ra kết luận rằng Chúa tồn tại. Tuy nhiên, Aristotle lập luận, nếu vũ trụ có điểm khởi đầu, nó sẽ đòi hỏi một tác nhân thứ nhất có tính hiệu quả, một khái niệm mà Aristotle đã sử dụng để miêu tả một lỗ hổng nghiêm trọng.
Thật là một giả định sai lầm khi cho rằng có một nguyên lý thứ nhất vừa đủ dựa trên thực tế là mọi thứ vốn dĩ là thế... Do đó, Democritus đã tiêu giảm vai trò các tác nhân của vạn vật dựa trên thực tế là mọi thứ xảy ra trong quá khứ cũng vốn dĩ xảy ra ở hiện tại: nhưng ông ta không đủ sáng suốt để tìm một nguyên lý thứ nhất để giải thích cái "vốn dĩ" này... Hãy kết thúc cuộc tranh luận này bằng việc thừa nhận là chuyển động vốn dĩ tồn tại và sẽ luôn luôn tồn tại. (Vật lý quyển VIII, tr. 2) 
Mục đích cho lập luận vũ trụ học của Aristotle là để chứng minh phải tồn tại ít nhất một động cơ vô động lực vĩnh cửu để hỗ trợ sự thay đổi hàng ngày.
Trong những thứ tồn tại, vật chất là thứ có trước. Nhưng nếu vật chất có thể tồn tại, thì mọi thứ đều có thể chết đi... nhưng thời gian và sự thay đổi thì không. Sự thay đổi liên tục duy nhất là không gian, và sự thay đổi liên tục duy nhất của không gian là chuyển động tròn. Do đó, phải có một chuyển động tròn vĩnh cửu và điều này được khẳng định bởi các ngôi sao đứng yên mà bị tác động bởi vật chất vĩnh cửu vốn có thực (actuality).
Theo ước tính của Aristotle, cần phải có một lời giải thích mà không có tính hiện thực và tính tiềm năng tạm thời (ND: "tạm thời" vì chưa chứng minh được)- một chuỗi đầu máy xe lửa vô hạn cho một vũ trụ vĩnh hằng, không có điểm bắt đầu và kết thúc: một vật chất vĩnh cửu bất động mà Primum Mobile (khái niệm động cơ ban sơ của Ptolemy) quay theo ngày và theo đó tất cả các chu kỳ trên mặt đất đều bị kiểm soát: ngày và đêm, các mùa trong năm, sự biến đổi của các nguyên tố, bản chất của thực vật và động vật.

## Vật chất và sự thay đổi
Khi Aristotle bắt đầu bằng việc mô tả vật chất, ông phân thành ba loại: cái hữu hình, nếu chia nhỏ thì thành cái suy, thuộc về môn vật lý; còn cái vĩnh cửu, thuộc về "môn khoa học khác". Ông nhấn mạnh rằng cái hữu hình có thể thay đổi và thay đổi theo tùy loại, bao gồm chất lượng và số lượng, tạo ra và phá hủy, tăng và giảm, biến đổi, và chuyển động. Thay đổi xảy ra khi một trạng thái nhất định trở thành một thứ gì đó trái ngược với nó: nghĩa là, những gì có tiềm năng tồn tại sẽ tồn tại thực sự. (Xem Tiềm năng và hiện thực.) Do đó, "một vật [trở thành hiện thực] một cách tình cờ từ cái không thực, [và] cũng như tất cả mọi thứ biến đổi từ cái hiện thực, thì có tiềm năng, nhưng không có thực." Cái làm thay đổi là động cơ, cái được thay đổi là vật chất, và cái mà nó trở thành là hình dạng.
Vật chất phải được tạo ra từ các nguyên tố khác nhau. Bằng chứng là có những vật hoàn toàn không giống nhau và vạn vật đều được cấu thành từ các nguyên tố. Vì các nguyên tố kết hợp với nhau để tạo thành các hợp chất, và bởi vì các vật chất này khác nhau nên phải các nguyên tố cũng phải khác nhau: nói cách khác, "b hoặc a không thể giống với ba".

## Số lượng động cơ
Gần cuối sách Siêu hình học, Quyển 8 (Λ), Aristotle đặt một câu hỏi đáng ngạc nhiên, rằng "liệu chúng ta nhất thiết phải giả sử có một [động cơ] hay nhiều hơn một, và nếu sau này, thì bao nhiêu". Aristotle kết luận rằng số lượng của tất cả các động cơ bằng với số lượng các chuyển động riêng biệt, và có thể tính toán ra bằng việc xem toán học gần với triết học, hay còn gọi là thiên văn học. Mặc dù các nhà toán học có con số khác nhau về số lượng chuyển động, Aristotle cho rằng số lượng thiên cầu sẽ là 47 hoặc 55. Tuy nhiên, ông kết thúc cuốn Siêu hình học của mình, Quyển Λ, với một câu trích trong Iliad: "Nhiều người cai trị là không tốt, một người thôi."